# Bogra S.
Bogra S. är ett underdistrikt i Bangladesh. Det ligger i den centrala delen av landet, 160 km nordväst om huvudstaden Dhaka.
Trakten runt Bogra S. består till största delen av jordbruksmark. Runt Bogra S. är det mycket tätbefolkat, med 1 956 invånare per kvadratkilometer.